# توماس كيد
توماس كيد (بالإنجليزية: Thomas Kyd)‏ مسرحي إنكليزي وُلد في 3 نوفمبر 1558 وتوفي في 16 يوليو 1594. هو مؤلف المأساة الإسبانية، وأحد أكثر الكتاب تأثيراً في الدراما الإليزابيثية.

## روابط خارجية
- توماس كيد على موقع الموسوعة البريطانية (الإنجليزية)
- توماس كيد على موقع إن إن دي بي (الإنجليزية)